# Bejerlū
Bejerlū (persiska: بجرلو, Bījerlū) är en ort i Iran.   Den ligger i provinsen Östazarbaijan, i den nordvästra delen av landet, 400 km nordväst om huvudstaden Teheran. Bejerlū ligger 1 559 meter över havet och antalet invånare är 170.
Terrängen runt Bejerlū är kuperad åt sydväst, men åt nordost är den platt. Bejerlū ligger nere i en dal. Runt Bejerlū är det ganska glesbefolkat, med 40 invånare per kvadratkilometer. Närmaste större samhälle är Hashtrūd, 19,1 km sydväst om Bejerlū. Trakten runt Bejerlū består i huvudsak av gräsmarker.